# 武州長瀨站

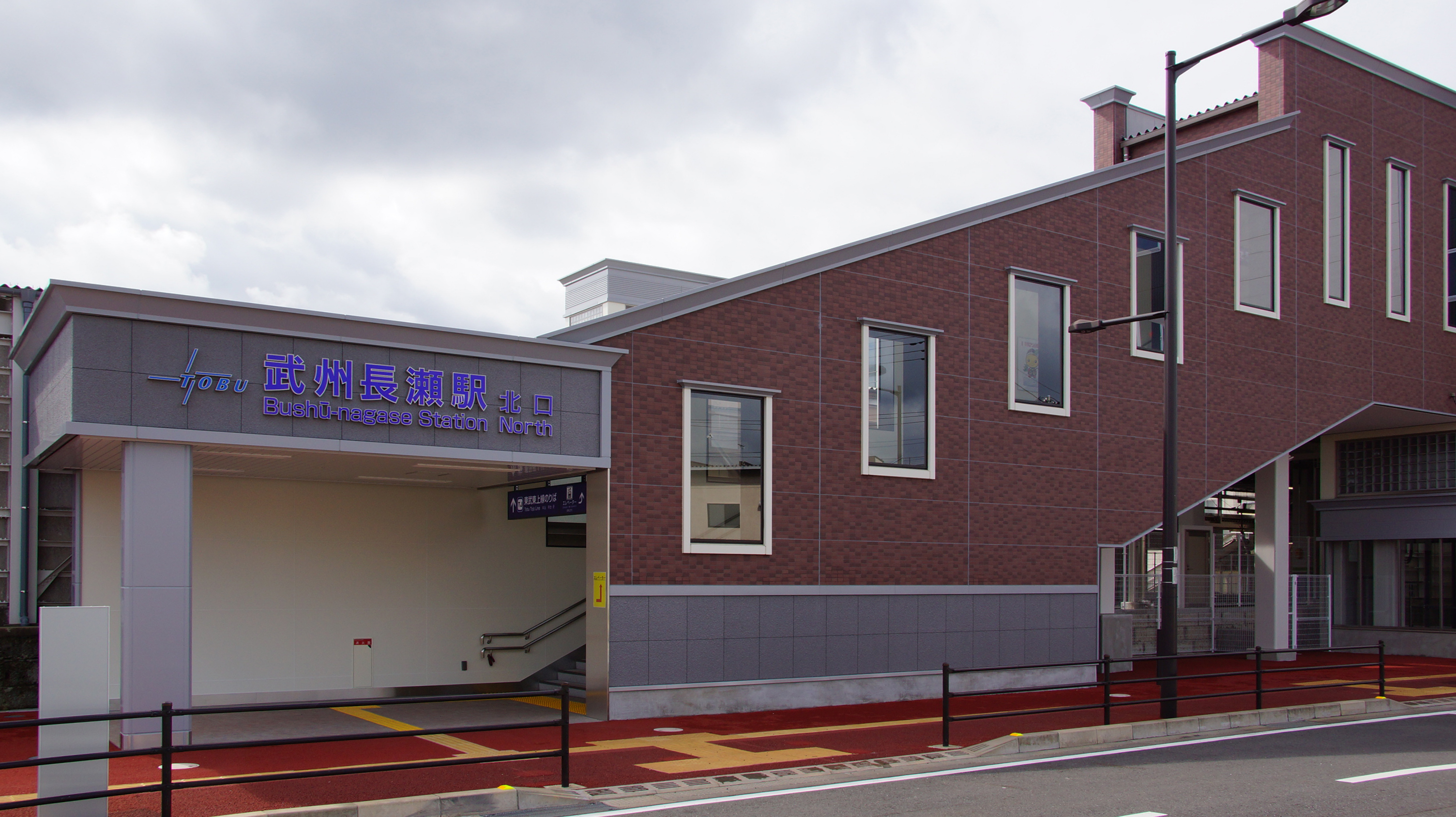
北口（2013年10月）

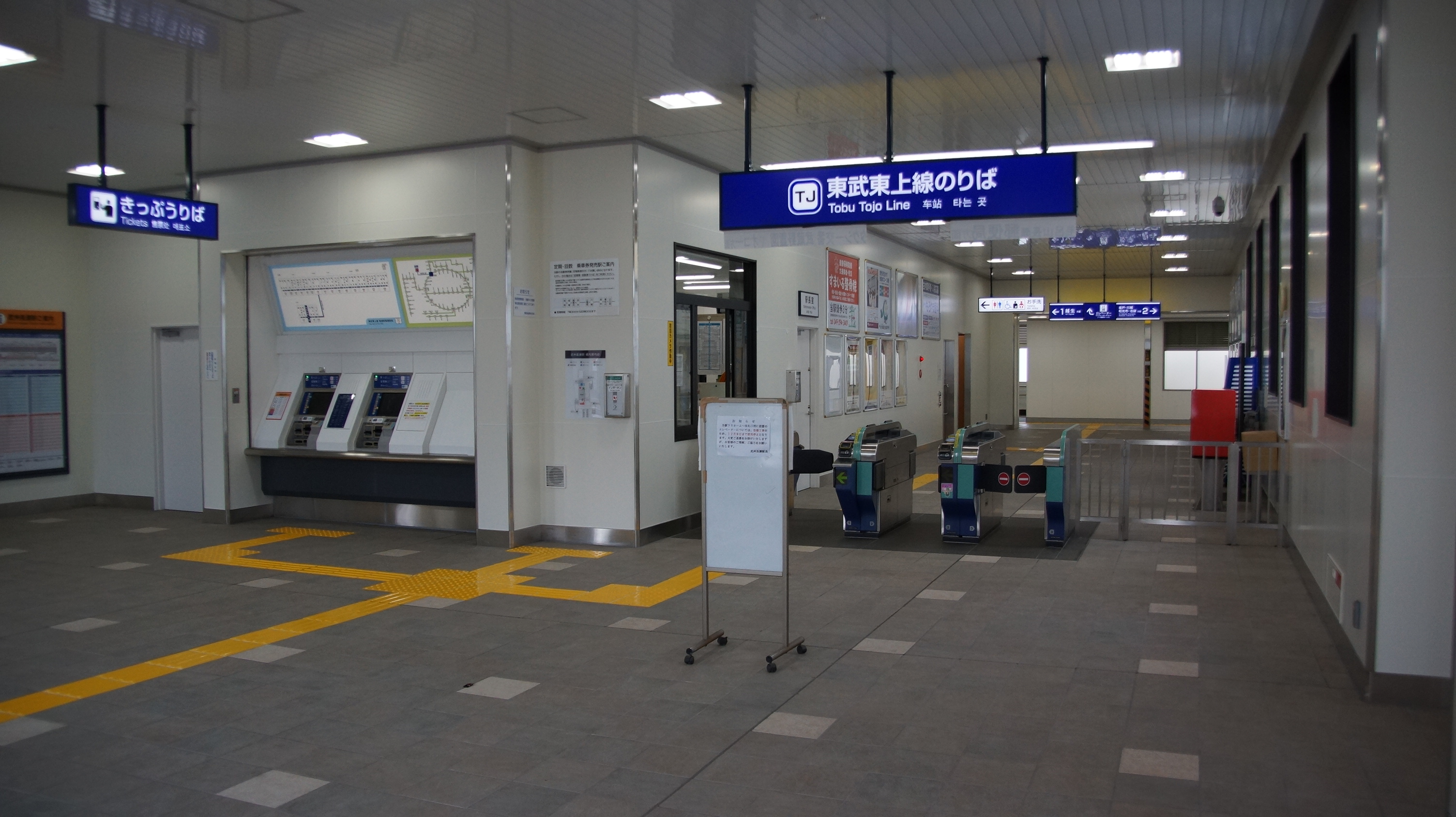
閘口（2013年10月）

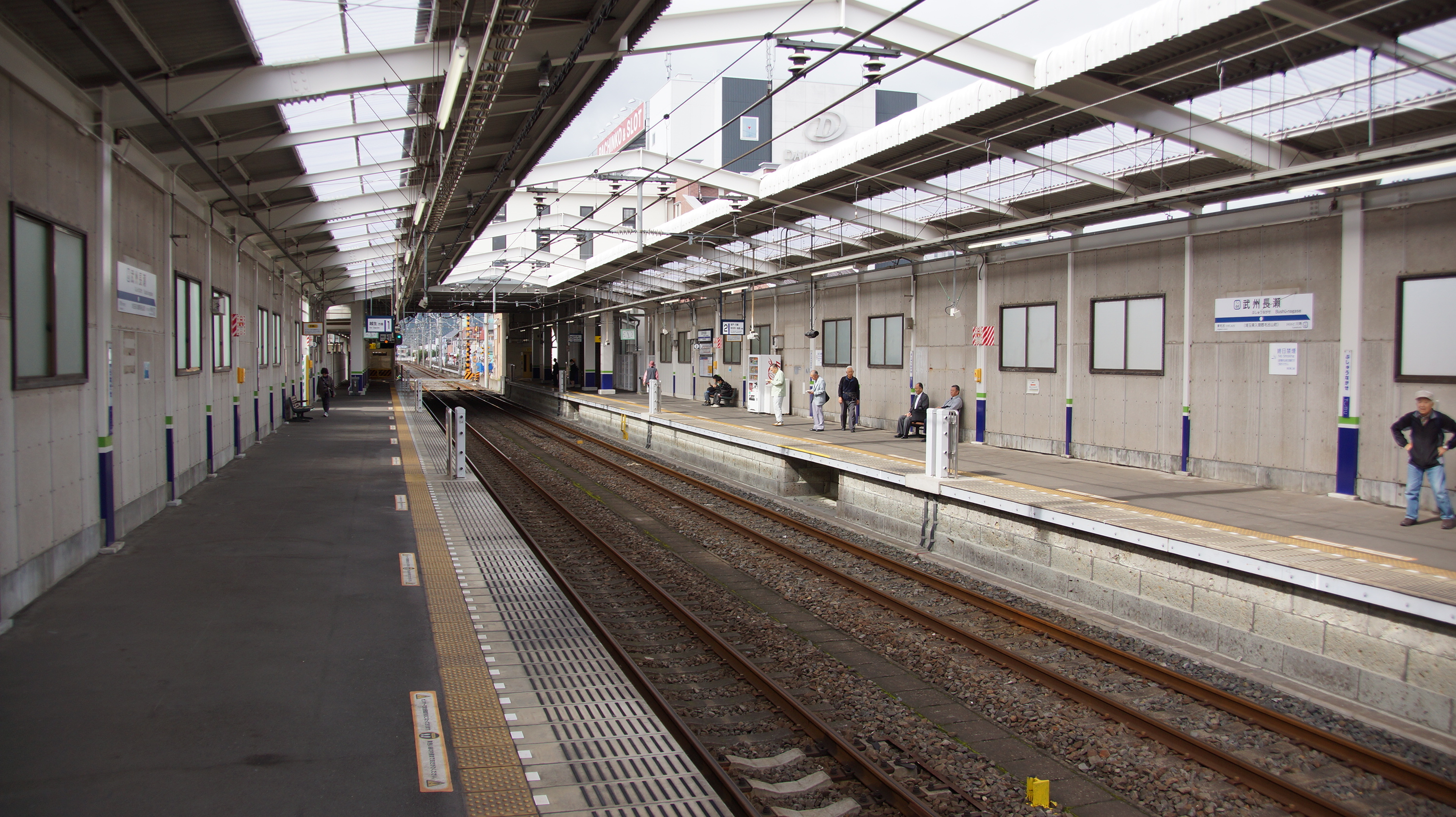
月台（2013年10月）

武州長瀨站（日语：／ Bushū-nagase eki */?），是一個位於埼玉縣入間郡毛呂山町若山一丁目62番地1，屬於東武鐵道越生線的鐵路車站。車站編號是TJ 44。

## 車站結構
對向式月台2面2線的地面車站，設有跨站式站房。南口、北口、月台與閘機層以升降機聯絡，設有多機能廁所。此站至東毛呂站是複線路段。

### 月台配置
| 月台 | 路線   | 方向 | 目的地                               |
| ---- | ------ | ---- | ------------------------------------ |
| 1    | 越生線 | 下行 | 越生方向                             |
| 2    | 越生線 | 上行 | 坂戶、 東上線 川越、和光市、池袋方向 |

## 使用情況
2016年度1日平均上下車人次為4,491人。
近年1日平均上下車人次與上車人次的推移如下表。
| 年度               | 1日平均 上下車人次 | 1日平均 上車人次 |
| ------------------ | ------------------ | ---------------- |
| 2003年（平成15年） | 6,248              |                  |
| 2004年（平成16年） | 6,011              |                  |
| 2005年（平成17年） | 5,966              |                  |
| 2006年（平成18年） | 5,825              |                  |
| 2007年（平成19年） | 5,599              |                  |
| 2008年（平成20年） | 5,503              |                  |
| 2009年（平成21年） | 5,291              |                  |
| 2010年（平成22年） | 5,090              |                  |
| 2011年（平成23年） | 4,920              |                  |
| 2012年（平成24年） | 4,851              |                  |
| 2013年（平成25年） | 4,855              |                  |
| 2014年（平成26年） | 4,630              |                  |
| 2015年（平成27年） | 4,563              |                  |
| 2016年（平成28年） | 4,491              |                  |

## 相鄰車站
東武鐵道
 越生線
川角（TJ 43）－武州長瀨（TJ 44）－東毛呂（TJ 45）

## 外部連結
- 武州長瀨（車站資訊） - 東武鐵道